# Liza Weil
Liza Rebecca Weil (sinh ngày 5 tháng 6 năm 1977) là một nữ diễn viên người Mỹ.

## Danh sách phim

### Điện ảnh
| Năm  | Phim                      | Vai               | Ghi chú               |
| ---- | ------------------------- | ----------------- | --------------------- |
| 1998 | Whatever                  | Anna Stockard     |                       |
| 1999 | Stir of Echoes            | Debbie Kozac      |                       |
| 2002 | Dragonfly                 | Suicide Girl      |                       |
| 2002 | Lullaby                   | Rane              |                       |
| 2006 | Grace                     | Madeline Matheson | Phim ngắn             |
| 2007 | Year of the Dog           | Trishelle         |                       |
| 2007 | Order Up                  | Hippie Patron     | Phim ngắn             |
| 2007 | Neal Cassady              | Doris Delay       |                       |
| 2008 | Mars                      | Jewel             |                       |
| 2009 | Little Fish, Strange Pond | Norma             |                       |
| 2009 | The Missing Person        | Agent Chambers    |                       |
| 2012 | Advantage: Weinberg       | Sylvia Weinberg   | Phim ngắn, lồng tiếng |
| 2012 | Smiley                    | Dr. Jenkins       |                       |